# 梁棟隆
梁棟隆（16世紀—17世紀），字洛文，廣東廣州府番禺縣人，明朝政治人物。

## 生平
梁棟隆是萬曆四十年（1612年）壬子科廣東鄉試舉人，崇禎四年（1631年）授鬱林州知州，鬱林州四周環山皆為流寇淵藪，他出奇制勝殲滅渠魁，盜患頓息，亦在地方多所興除，士民感德為他在城東郭立碑，又為他立祠，陞吉安同知，官至蜀王府長史。

## 引用
1. 1 2  同治《番禺縣志·卷四十·列傳九》：梁棟隆，字洛文，萬厯四十年舉人，初授鬱林知州，州環山皆綠林藪，棟隆運奇決勝，殲厥渠魁，萑苻頓息，凡所興除無不竭盡心力，士民感德立祠之，遷吉安同知，陞蜀府長史。 據李府志補
2. ↑  光緒《鬱林州志·卷十四·宦績錄》：梁棟隆，號洛文，順德舉人，崇禎四年由孝廉知州事，多善政，州人立碑東郭。 舊志